# Australian Rugby Championship
O Australian Rugby Championship ou ARC é o principal campeonato nacional de rugby union da Austrália. Sua primeira temporada irá começar em agosto de 2007.

## Times
- Ballymore Tornadoes
- Canberra Vikings
- Central Coast Rays
- East Coast Aces
- Melbourne Rebels
- Perth Spirit
- Sydney Fleet
- Western Sydney Rams

## Campeõs
- 2007 - Central Coast Rays